# Lee Sholem
Lee Sholem (Paris, 25 maggio 1913 – Los Angeles, 19 agosto 2000) è stato un regista statunitense.

## Filmografia
- Tarzan e la fontana magica (Tarzan's Magic Fountain) (1949)
- Tarzan e le schiave (Tarzan and the Slave Girl) (1950)
- Superman and the Mole-Men (1951)
- La ribelle del West (The Redhead from Wyoming) (1953)
- Adventures of Superman – serie TV, 14 episodi (1951-1953)
- Criswell Predicts – serie TV (1953)
- L'ultimo dei comanches (The Stand at Apache River) (1953)
- Jungle Man-Eaters (1954)
- Tobor - Il re dei robot (Tobor the Great) (1954)
- Le avventure di Jet Jackson (Captain Midnight) – serie TV (1954)
- I divoratori della giungla (Cannibal Attack) (1954)
- Ma and Pa Kettle at Waikiki (1955)
- Crime Against Joe (1956)
- Emergency Hospital (1956)
- Cavalcade of America – serie TV, un episodio (1956)
- Pharaoh's Curse (1957)
- Furia a Rio Apache (Sierra Stranger) (1957)
- Sheriff of Cochise – serie TV, 9 episodi (1956-1957)
- The Adventures of Long John Silver – serie TV, 7 episodi (1956-1957)
- Avventure in elicottero (Whirlybirds) – serie TV, 12 episodi (1957)
- I filibustieri dei mari del sud (Hell Ship Mutiny) (1957)
- Official Detective – serie TV, 16 episodi (1957-1958)
- Indirizzo permanente (77 Sunset Strip) – serie TV, un episodio (1958)
- Louisiana Hussy (1959)
- Lawman – serie TV, 3 episodi (1958-1959)
- Men Into Space – serie TV, 4 episodi (1959-1960)
- Colt. 45 – serie TV, 8 episodi (1958-1960)
- Sugarfoot – serie TV, 7 episodi (1958-1961)
- Bronco – serie TV, 16 episodi (1958-1961)
- Cheyenne – serie TV, 11 episodi (1958-1961)
- Maverick – serie TV, 3 episodi (1960-1962)
- Death Valley Days – serie TV, 7 episodi (1964-1965)
- Catalina Caper (1967)
- Doomsday Machine (1972)